# お騒がせ探偵!スペンサー・シスターズ
『お騒がせ探偵!スペンサー・シスターズ』（The Spencer Sisters）は、2023年1月29日にCTVで初公開されたカナダのテレビドラマ。リー・トンプソンとステイシー・ファーバーがそれぞれヴィクトリア・スペンサーとダービー・スペンサーを演じる。2024年5月、1シーズンでの打ち切りが発表された。
日本では、2024年6月22日からWOWOWで放送された。

## キャスト
※括弧内は日本語吹替。
ヴィクトリア・スペンサー
演 - リー・トンプソン（佐々木優子）
有名な推理小説作家であり、スペンサー姉妹探偵事務所の経営者。
ダービー・スペンサー
演 - ステイシー・ファーバー（庄司宇芽香）
ヴィクトリアの娘で元警官であり、スペンサー姉妹探偵事務所の共同経営者。

### リカーリング
ゼイン・グラハム
演 - トーマス・アントニー・オラジデ（四宮豪）
ダービーの高校時代の親友であり、アルダーブラフス警察署の警官。
ルーカス・コリンズ
演 - エドワード・ラトル（森川智之）
ダービーの高校時代の恋人。
アラスター・ドゥマル
演 - フセイン・マダヴジ（堀総士郎）
ヴィクトリアのITコンサルタント。
サリタ・スターク
演 - アイーシャ・マンスール・ゴンサルヴェス（加藤有生子）
ヴィクトリアの担当編集者。
アントニオ・ペレイラ
演 - ロドリゴ・マッサ（前田一世）
ゼインの夫。
リンジー・イップ
演 - ケイトリン・ウォン（木村香央里）
ルーカスの婚約者で敏腕弁護士。
ハリス刑事
演 - アダム・ハーティグ（宮崎遊）
アルダーブラフス警察署の刑事部長。
日本語吹替版その他出演
第1話「謎解きはケンカの後で」
オニール：森田順平、キャグニー：渡辺美佐、ハモンド：水内清光、カイヤ：廣田悠美、チェイス：清水優譲、ジェローム：山本趣宇
第2話「豪邸プール殺人事件」
マルリナ：松岡依都美、ノエル：五十嵐麗、ポール：速水奨、サイラス：亀山雄慈、アンドレア：新井笙子
第3話「消えたサーバー」
ロリー：田中英樹、クラーク：後藤ヒロキ、エズメ：新藤みなみ、リー：増田竜馬、キャンディ：宇田川紫衣那、 ジェシー：石川貴大、モニカ：三浦冴子、パーカー：星智也
第4話「人気シェフの災難」
シェルドン：堀内賢雄、ジェイク：根本泰彦、ハンナ：胡麻鶴彩、クライヴ：佐々木祐介、リサ：大南友希、ブレンドン：武蔵真之介
第5話「狙われた黒猫」
ロリー：田中英樹、アーチャー：落合弘治、モイラ：本田貴子、ゼルダ：久保田民絵、競売人：新井笙子、カーメラ：増岡裕子
第6話「真実のワイン」
デズ：高橋英則、ビリー：千葉哲也、カリーナ：浅野まゆみ、ロニー：松川裕輝、ソフィー：平体まひろ、アリッサ：小石川菜奈、クロエ：大南友希、バーナード：塩崎智弘
第7話「元カレの婚約者を救え」
デズ：高橋英則、ビリー：千葉哲也、カイル：飯島肇、イアン：三瓶雄樹、エドガー：久保酎吉、ブルース：細貝光司、マリア：渡なべゆき子、ジェド：武田太一
第8話「誰がヴァイオリン盗んだの？」
ビリー：千葉哲也、グレイス：頼経明子、チャーリー：田中美央、イライザ：杏寺円花、アッティカス：村井雄治、ジャスミン：飯沼南実、オリヴィア：古木海帆、レイ：田中光、オスカー：露崎亘
第9話「ハリウッドスター殺人未遂事件」
テッド/デレク：成河、キャンディス：佐竹海莉、アレックス：中川慶一、ナディーン 魏涼子、ブロック：原康義、ノラ：原田萌
第10話「さらば愛しき恋人」
デズ：高橋英則、ヴァシリー：亀田佳明、ジョージナ：反町有里
日本語版ナレーター：井上和彦
- 日本語版制作スタッフ 演出：森田順平、翻訳：加藤一恵、調整：鎌田真后、制作：WOWOWエンタテインメント、制作協力：Planet Movie、制作担当：三木恵子 宍戸絵美、制作進行：根佐智子、WOWOW担当：佐藤美穗

## 製作
2022年夏にウィニペグを含むマニトバ州南部のさまざまな場所で撮影された。少なくとも計1話はオンタリオ州ダンダスで部分的に撮影された。